# 바오바 정책
바오바 정책은 중국이 연간 8%의 경제성장을 이루는 정책을 칭하는 말로 1998년부터 시작했다. 하지만 최근에는 7.5%로 목표를 바꾸어 사실상 이정책을 포기하였다고 한다.